# Chemikalien-Klimaschutzverordnung
Die Chemikalien-Klimaschutzverordnung (ChemKlimaschutzV), Langtitel: Verordnung zum Schutz des Klimas vor Veränderungen durch den Eintrag bestimmter fluorierter Treibhausgase, ist eine deutsche bundesrechtliche Verordnung zur Verminderung der Emission fluorierter Kältemittel aus Kälteanlagen.
Sie regelt Maßnahmen zur Kontrolle der Dichtheit an Kälteanlagen sowie beispielsweise bei der Wartung und Stilllegung einer Kälteanlage die Rückgewinnung des Kältemittels und dessen Rücknahme durch den Hersteller. Zudem trifft die Verordnung Regelungen für die Qualifizierung des Wartungspersonals. Die Chemikalien-Klimaschutzverordnung verweist in diesem Bereich auf die ergänzenden Regelungen der Chemikalien-Ozonschichtverordnung.
Zur rechtlichen Umsetzung der Verordnung (EU) Nr. 517/2014 über fluorierte Treibhausgase wurde die Chemikalien-Klimaschutzverordnung überarbeitet und die Chemikalien-Sanktionsverordnung ergänzt. Unternehmen, die ihre Quote für das Inverkehrbringen von teilfluorierten Kohlenwasserstoffen überschritten haben, wird die Quote um das Doppelte der Überschreitung gekürzt.